# Лёнинген (Шаффхаузен)
Лёнинген (нем. Löhningen SH) — коммуна в Швейцарии, в кантоне Шаффхаузен. 
Население составляет 1124 человека (на 31 декабря 2006 года). Официальный код — 2903.